# ダーナ・オシー
ダーナ・オシー（Dana-O'Shee）は、アニメ『聖戦士ダンバイン』に登場する架空の兵器。オーラバトラーの一種。名称はアイルランド伝承の妖精ディーナ・シー（Daoine Shee）に由来。
本項ではそのバリエーションについても併せて記述する。

## 機体解説
アの国のギブン家がゲドを模倣し独自に開発した最初のオーラ・バトラー。このダーナ・オシーの開発にはショット・ウェポンの下でオーラ・マシン開発に従事していた鍛冶師ドルプル・ギロンの協力があり、ショット以外の人物によって完成した初めてのオーラ・マシンでもある。
地上界の人間（地上人）であるショットが導きだした「オーラ・バトラー」の形であるゲドに対して、このダーナ・オシーは比喩を困難とした外観、脚部の二重関節構造、相対した二対の手指など、本機の持つ特徴的なフォルムはバイストン・ウェルの人間（コモン）のセンスが色濃く反映されたものである（反ドレイク陣営の主力量産機として後に開発されるボチューンも脚部の逆関節構造や3本の鉤爪状の手指といった特徴を持っている）。
ダーナ・オシーはゲドと比べ機動性能の向上が図られているが、その分、装甲も薄くなっており、加えて現有技術の浅さから関節部が脆いなどの構造的な問題も多く抱えていた。このため、ドラムロをロールアウトさせたドレイク軍からは、すでに旧式の模造機として蔑視されていた。
このダーナ・オシーはゼラーナ隊配備の機体の他に数機が作製され、同じ反ドレイク陣営であるミの国（レッド・バーの砦に配備）やラウの国（カラカラ要塞に配備）の他、ナの国（クの国への先発隊に配備）にも供与された。後にラウの国で開発されたボゾンのベースともなった機体であり、ダーナ・オシー型を始めとするオーラ・バトラー群はダーナ系とも呼ばれる。作品序盤では主にマーベル・フローズンがパイロットを務め、彼女がボゾンに搭乗するようになってからはキーン・キッスや、一時ゼラーナ隊に身を寄せていたリムル・ルフトなどが搭乗した。基本性能の低さと続々開発される新型機の登場で、ゼラーナ隊でもボチューン配備後は運用されなくなっている。
武装は刀身の湾曲したオーラ・ソード1本と両掌にフレイ・ボム（オーラ・バトラーへの搭載はドラムロに先んじて初となるが劇中では未使用）を各1門。また、携行火器として大型の4連装ミサイル・ランチャーを装備する。最初期に開発された機体のため、総体的な攻撃力は低かったものの、オーラ・バトラーの絶対数が少ないギブン家にとって当初は貴重な戦力であった。
デザインは宮武一貴が担当。ヒロインが搭乗する機体であるため、あえて人型を離れた恐ろしいフォルム（モチーフは悪魔像としてのヤギ）としてデザインされた。なお、準備稿では眼球を飛び出させるというグロテスクさを盛り込んでいた。
2021年、ねとらぼ調査隊が、2021年11月16日から11月23日まで「聖戦士ダンバインTV版オーラバトラーで好きなのはどれ？」というテーマでアンケートを実施したところ、ダーナ・オシーは「オーラバトラー人気ランキング」で第11位であった。

## ラナウン・シー
雑誌連載『AURA FHANTASM』（バンダイ発行の模型雑誌「B-CLUB」に連載）に登場する、ギブン家の試作型オーラ・バトラー。
ダーナ・オシーの発展型であるというが、詳細は不明。ダーナ・オシーの欠点を改修した完成機といわれ、アイルランド伝承の妖精ラナウン・シー（またはラナン・シー、リャナン・シー）の名が付けられた。

## ラゲッサ
小説『オーラバトラー戦記』に登場するミの国で開発された量産型オーラ・バトラー。小説5 - 11巻に登場する。
プロトタイプであるラゲッサIと改良型であるラゲッサIIが存在するが、作中ではほとんど区別されておらず、単にラゲッサと呼ばれることが多い（一方で、ラゲッサIIが開発される以前からラゲッサIと表記・呼称される個所も見られる）。ショット・ウェポンとバーン・バニングスがわざとカットグラの技術情報を流出させ、その情報を基にミの国にて開発された初のオーラ・バトラーである。何とか形にはなっているものの、技術的には明らかにカットグラやハインガットに劣っており、地上人が開発に携わっていないことによる不具合が垣間見える。作中ではほとんどヤラレ役ではあったが、城毅（ジョク）がミの国に亡命すると、その指揮によって一定の活躍ができるようになった。

## アルダム
ゲーム『聖戦士ダンバイン 聖戦士伝説』に登場するリの国で開発された量産型オーラ・バトラー。
ダーナ・オシーとほぼ同時期に、リの国がゲドを元に独自開発したオーラ・バトラー。パワーとスピードのバランスが取れており、オーラソードの他に手持ち式の4連装ミサイルランチャーも装備しているので火力も申し分ない。リの国の主力量産機としてトルール城の機械の館で大量生産され、リの騎団を飛竜から機械化部隊への転換を推進した機体で、後継の新型機が登場するまでリの軍を支え続けた。
オーラバトラーの独自開発を選択すれば生産可能になる。ゲドからの発展型と言う開発経緯はダーナ・オシーとほぼ同じだが、ゲームデータ的にはダーナ・オシーよりも高性能であるため、初期開発にもかかわらず中盤まで戦力として使える機体である。デザイン的にはダーナ・オシーとボゾンの折衷で、前屈気味の頭部やコンバーターの形状はボゾンに。塗装やミサイルランチャーはダーナ・オシーに似ている。腕部は3本のクロー状だがドラムロのようなUFOキャッチャー型ではなく、指先がそのまま湾曲した刃になっている独自の形状である。
ゲームの展開によってはショウ・ザマやトカマク・ロブスキーら原作キャラクターも仲間に出来るため、その乗機として彼らをアルダムに搭乗させることも可能である。
デザイン担当は出渕裕。